# Discobola boninensis
Discobola boninensis là một loài ruồi trong họ Limoniidae. Chúng phân bố ở miền Australasia.